# Bandarawela
Bandarawela (syng. බණ්ඩාරවෙල, tamil. பண்டாரவளை) – miasto w Sri Lance, w prowincji Uwa.